# Saint-Christophe-sur-Guiers
Ne doit pas être confondu avec Saint-Christophe (Savoie).
Pour les articles homonymes, voir Saint-Christophe et Guiers (homonymie).
Saint-Christophe-sur-Guiers est une commune française située, dans le département de l'Isère, en région Auvergne-Rhône-Alpes et, autrefois rattachée à l'ancienne province du Dauphiné.
Il s'agit d'une commune rurale de montagne du canton de Saint-Laurent-du-Pont, adhérente au parc naturel régional de la Chartreuse, dans la vallée du Guiers, à la limite de la Savoie. La commune est proche du massif de la Chartreuse. Elle est aussi appelée « village aux trois clochers » (Le Bourg, Berland, La Ruchère).

## Géographie

### Situation et description
Trois villages, ainsi que trois clochers, étagés entre 400 et 1 100 m d'altitude sont la particularité de cette commune de la plaine du Guiers. Il y a le chef-lieu (le Bourg), puis en s'élevant à 500 m vers les hautes falaises calcaires boisées, Berland, important hameau contenant son église, et le reste de sa multitude de hameaux. Par le vertigineux et pittoresque « Pas du Frou » on accède à la partie la plus haute, La Ruchère dont les habitations s'étirent le long d'une route en lacets. l'église est située à 895 m d'altitude, le centre de ski nordique à 1 165 m, et la maison isolée Les Riondettes à 1 229 m. Le Planey et les Sermes sont deux hameaux implantés le long des gorges du Guiers Vif, sur la route de Saint-Pierre-d'Entremont. Le point le plus élevé de la commune est le Petit Som, à 1 772 mètres.
- Plus grande longueur du nord au sud : 8,3 km
- Plus grande largeur d'est en ouest : 5,6 km

La commune est proche du Bois Saint-Christophe (distant de 2,5 km), du mont Beauvoir (3,7 km) et du Bois de Saint-André (4,3 km).
Le mont Beauvoir (chaîne de l'Épine) surplombe les villages de Saint-Christophe-la-Grotte, Berland et les Échelles

### Sites géologiques remarquables
Les « tectoglyphes des calcaires urgoniens du Pas du Frou (Gorges du Guiers Vif) » constituent un site géologique remarquable de 0,86 hectare au Pas du Frou. En 2014, ce site d'intérêt tectonique est classé « deux étoiles » à l'« Inventaire du patrimoine géologique ».

### Communes limitrophes

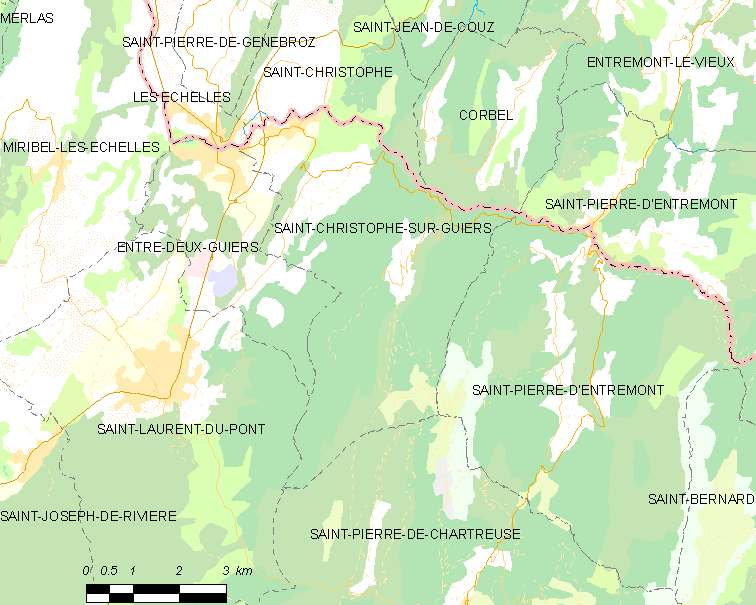
Situation de Saint-Christophe-sur-Guiers.

Les communes qui entourent Saint-Christophe-sur-Guiers sont Saint-Christophe-la-Grotte, Les Échelles, Entre-deux-Guiers, Saint-Pierre-de-Genebroz et Corbel.
| Saint-Christophe-la-Grotte (Savoie)      | Saint-Christophe-la-Grotte (Savoie) | Corbel (Savoie)                   |
| Entre-deux-Guiers, Les Échelles (Savoie) | Saint-Christophe-sur-Guiers         | Saint-Pierre-de-Genebroz (Savoie) |
| Entre-deux-Guiers                        | Saint-Laurent-du-Pont               |                                   |

### Climat
Pour des articles plus généraux, voir Climat d'Auvergne-Rhône-Alpes et Climat de l'Isère.
En 2010, le climat de la commune est de type climat des marges montargnardes, selon une étude du Centre national de la recherche scientifique s'appuyant sur une série de données couvrant la période 1971-2000. En 2020, Météo-France publie une typologie des climats de la France métropolitaine dans laquelle la commune est exposée à un climat de montagne ou de marges de montagne et est dans la région climatique Alpes du nord, caractérisée par une pluviométrie annuelle de 1 200 à 1 500 mm, irrégulièrement répartie en été.
Pour la période 1971-2000, la température annuelle moyenne est de 10,9 °C, avec une amplitude thermique annuelle de 18,7 °C. Le cumul annuel moyen de précipitations est de 1 293 mm, avec 10,1 jours de précipitations en janvier et 8,1 jours en juillet. Pour la période 1991-2020, la température moyenne annuelle observée sur la station météorologique de Météo-France la plus proche, « St Aupre_sapc », sur la commune de Saint-Aupre à 9 km à vol d'oiseau, est de 11,0 °C et le cumul annuel moyen de précipitations est de 1 376,9 mm,. Pour l'avenir, les paramètres climatiques de la commune estimés pour 2050 selon différents scénarios d'émission de gaz à effet de serre sont consultables sur un site dédié publié par Météo-France en novembre 2022.

### Hydrographie
Les principaux cours d'eau qui arrosent la commune sont le  Guiers Vif , le ruisseau de Saint-Bruno, le ruisseau de Gringalet et le ruisseau de Courbière. Elle est aussi traversée par le Dixhuitrieux, les ruisseaux de la Grenaz, du Vivier et de Liatet.

### Voies de communication
La commune est proche de la bretelle de la RN6 qui mène à Chambéry (Nord) à 18 kilomètres qui est la grande ville la plus proche et  Grenoble (Sud) à 30 kilomètres environ.

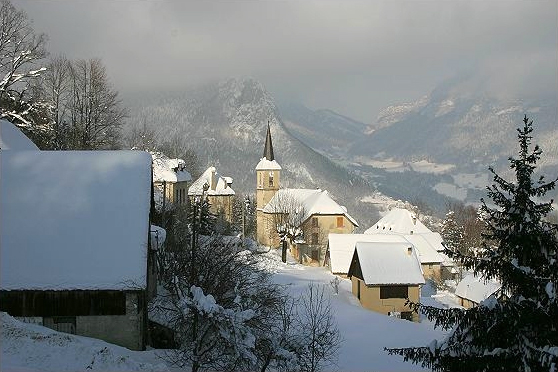
La Ruchère face à la Chartreuse savoyarde.
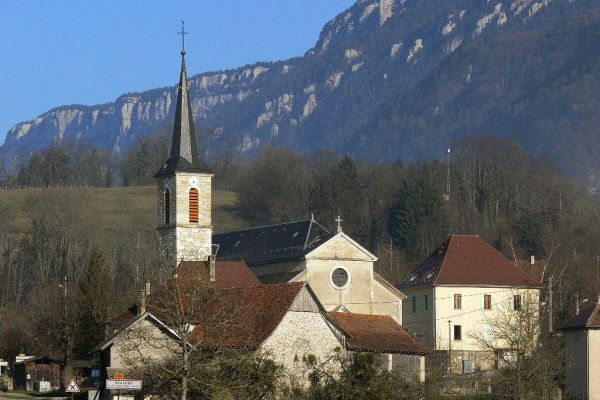
Berland sous les falaises du Frou.
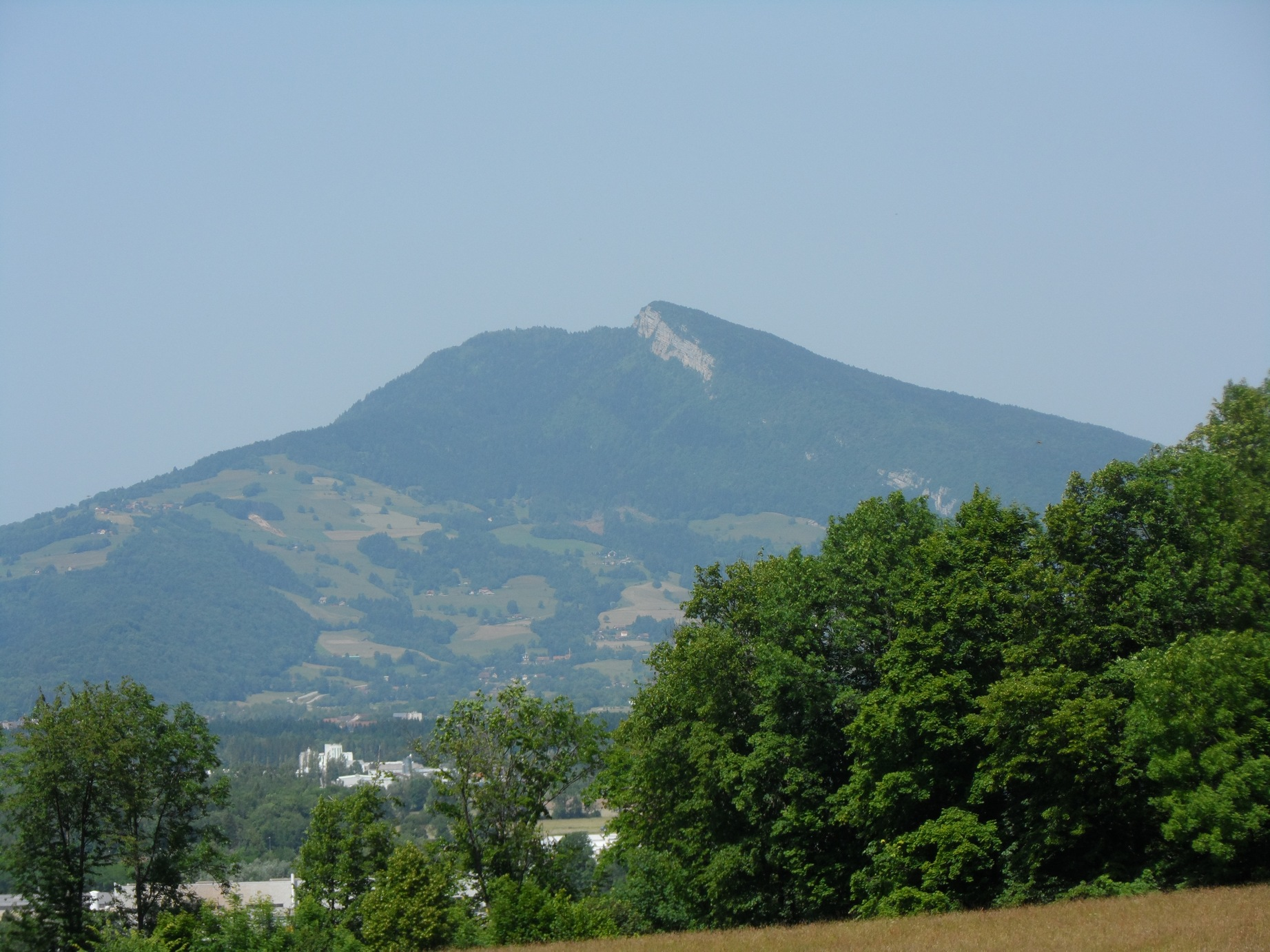
Le mont Beauvoir est bien visible à Saint-Christophe-sur-Guiers.

## Urbanisme

### Typologie
Au 1er janvier 2024, Saint-Christophe-sur-Guiers est catégorisée commune rurale à habitat dispersé, selon la nouvelle grille communale de densité à sept niveaux définie par l'Insee en 2022.
Elle est située hors unité urbaine et hors attraction des villes,.

### Occupation des sols
L'occupation des sols de la commune, telle qu'elle ressort de la base de données européenne d’occupation biophysique des sols Corine Land Cover (CLC), est marquée par l'importance des forêts et milieux semi-naturels (79,4 % en 2018), en diminution par rapport à 1990 (81,1 %). La répartition détaillée en 2018 est la suivante : 
forêts (76,3 %), prairies (14,1 %), milieux à végétation arbustive et/ou herbacée (3 %), terres arables (2,7 %), zones agricoles hétérogènes (2,3 %), zones urbanisées (1,6 %), espaces ouverts, sans ou avec peu de végétation (0,1 %). L'évolution de l’occupation des sols de la commune et de ses infrastructures peut être observée sur les différentes représentations cartographiques du territoire : la carte de Cassini (XVIIIe siècle), la carte d'état-major (1820-1866) et les cartes ou photos aériennes de l'IGN pour la période actuelle (1950 à aujourd'hui).

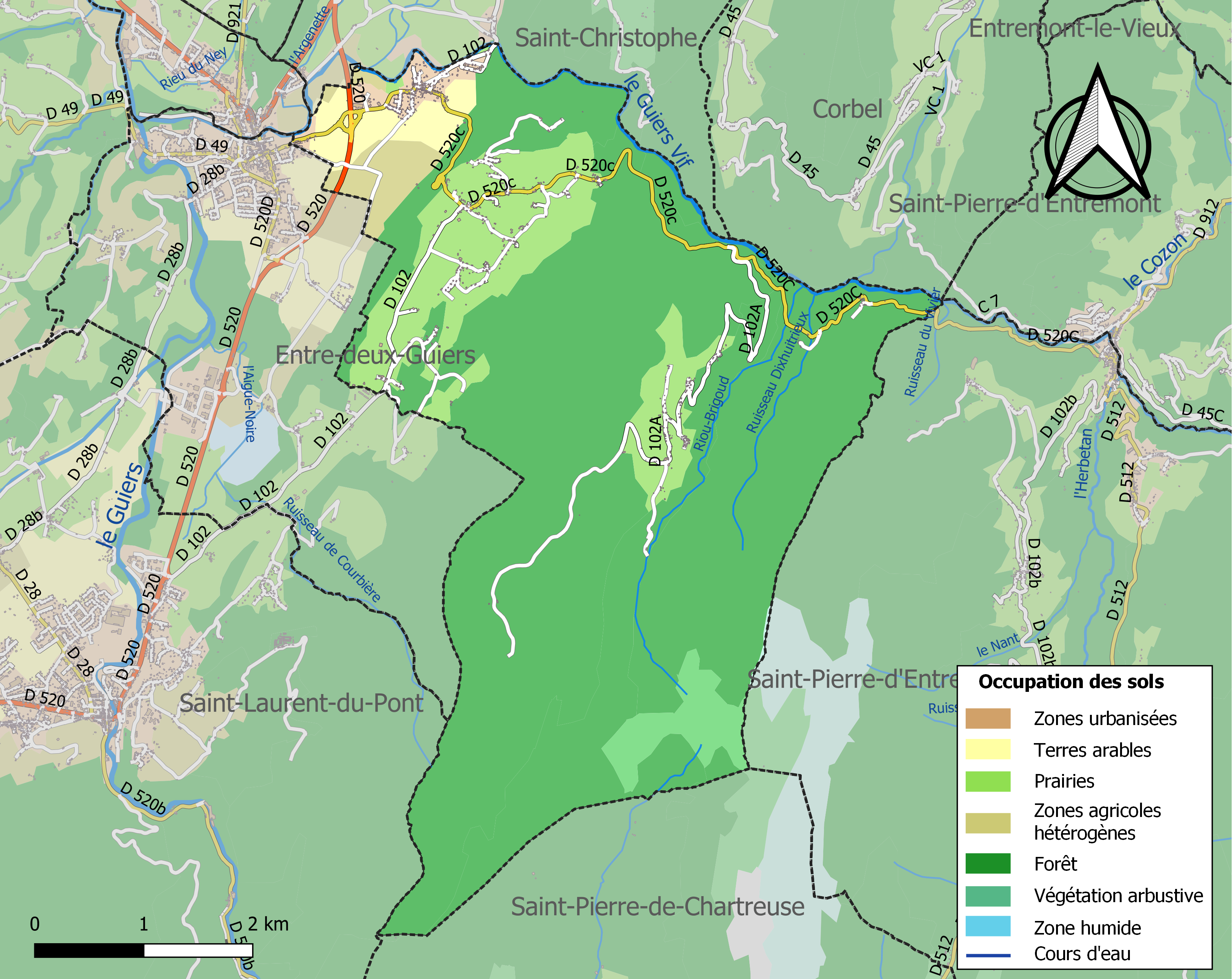
Carte des infrastructures et de l'occupation des sols de la commune en 2018 (CLC).

### Risques naturels
On compte parmi les risques naturels les feux de forêt, les inondations et les mouvements de terrain. En novembre 1982, la commune avait subi une tempête.
Le village de Saint-Christophe-sur-Guiers est proche de la rivière  Guiers Vif, entre automne et fin-printemps, la rivière  connaît des crues torrentielles exceptionnelles en raison des fontes des neiges.

### Risques naturels et technologiques

#### Risques sismiques
L'ensemble du territoire de la commune de Saint-Christophe-sur-Guiers est situé en zone de sismicité no 4 (sur une échelle de 1 à 5), comme la plupart des communes de son secteur géographique.
| Type de zone | Niveau            | Définitions (bâtiment à risque normal) |
| ------------ | ----------------- | -------------------------------------- |
| Zone 4       | Sismicité moyenne | accélération = 1,6 m/s2                |

## Toponymie
Le nom de la commune est un nom composé du saint Christophe de Lycie et du nom de la Guiers qui s'écoule sur la commune. Il devient officiel en 1932.
Les anciennes formes mentionnant la commune sont Sancti Christophori au XIe siècle, puis Sancti Christophori de Scalis au siècle suivant. Ensuite, le nom devient Entre-Deux-Guiers-le-Haut au XVIIIe siècle, avant de prendre la forme Saint-Christophe Entre-Deux-Guiers.
Le village de Berland fait partie de la commune.

## Histoire
Entre 1790 et 1794, Saint-Christophe absorbe l'ancienne commune éphémère de La Ruchère. Depuis 2014, la commune est rattachée à la communauté de communes Cœur de Chartreuse.

### Administration municipale

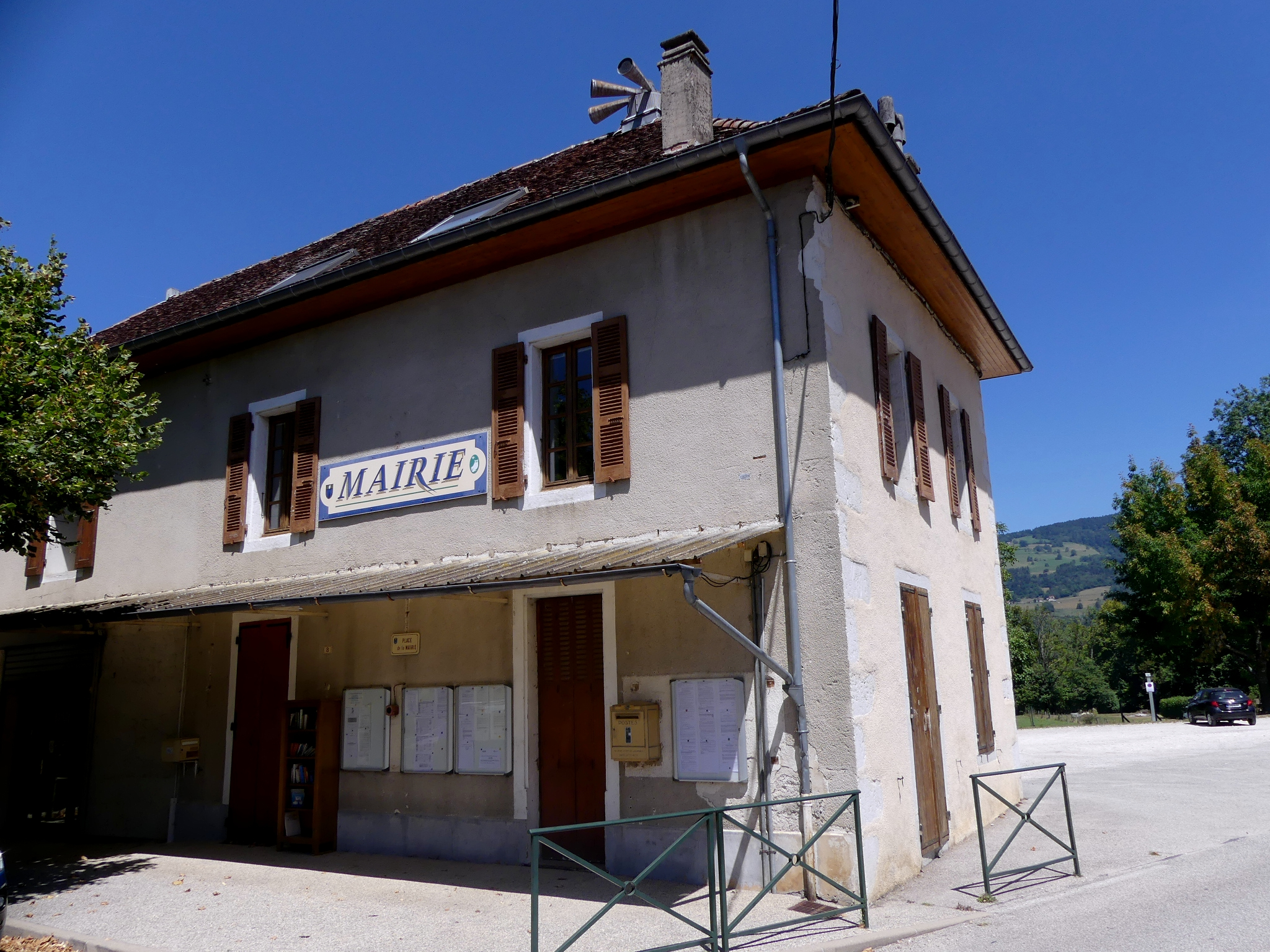
La mairie.

## Politique et administration

### Liste des maires
| Période                                  | Période     | Identité                | Étiquette | Qualité     |
| ---------------------------------------- | ----------- | ----------------------- | --------- | ----------- |
| Les données manquantes sont à compléter. |             |                         |           |             |
| avant 1995                               | ?           | Pierre Baffert          |           |             |
| mars 1998                                | mars 2008   | Claude Coux             |           |             |
| mars 2008                                | 25 mai 2020 | Nicole Verard           |           | Retraitée   |
| 25 mai 2020                              | En cours    | Denis Debelle D'Avigese |           | Agriculteur |

## Population et société
Ses habitants sont appelés les Sistolins.

### Démographie
L'évolution du nombre d'habitants est connue à travers les recensements de la population effectués dans la commune depuis 1793. Pour les communes de moins de 10 000 habitants, une enquête de recensement portant sur toute la population est réalisée tous les cinq ans, les populations de référence des années intermédiaires étant quant à elles estimées par interpolation ou extrapolation. Pour la commune, le premier recensement exhaustif entrant dans le cadre du nouveau dispositif a été réalisé en 2007.

En 2022, la commune comptait 836 habitants, en évolution de −1,42 % par rapport à 2016 (Isère : +3,07 %, France hors Mayotte : +2,11 %).
| 1793 | 1800 | 1806  | 1821  | 1831  | 1836  | 1841  | 1846  | 1851  |
| ---- | ---- | ----- | ----- | ----- | ----- | ----- | ----- | ----- |
| 366  | 896  | 1 018 | 1 062 | 1 300 | 1 378 | 1 368 | 1 365 | 1 306 |

| 1856  | 1861  | 1866  | 1872 | 1876 | 1881 | 1886 | 1891 | 1896 |
| ----- | ----- | ----- | ---- | ---- | ---- | ---- | ---- | ---- |
| 1 175 | 1 065 | 1 026 | 971  | 973  | 894  | 903  | 846  | 767  |

| 1901 | 1906 | 1911 | 1921 | 1926 | 1931 | 1936 | 1946 | 1954 |
| ---- | ---- | ---- | ---- | ---- | ---- | ---- | ---- | ---- |
| 769  | 751  | 747  | 607  | 594  | 579  | 600  | 552  | 542  |

| 1962 | 1968 | 1975 | 1982 | 1990 | 1999 | 2006 | 2007 | 2012 |
| ---- | ---- | ---- | ---- | ---- | ---- | ---- | ---- | ---- |
| 521  | 442  | 430  | 599  | 709  | 720  | 766  | 773  | 866  |

| 2017 | 2022 | - | - | - | - | - | - | - |
| ---- | ---- | - | - | - | - | - | - | - |
| 838  | 836  | - | - | - | - | - | - | - |

### Enseignement
Saint-Christophe-sur-Guiers est située dans l'académie de Grenoble. La nouvelle école de la commune se trouve à Berland.

### Manifestations culturelles et festivités
Chaque année, la commune organise chaque année des festivités locales qui sont suivies par l'association Christophoros.
- Le mois de juillet : la Fête patronale organiser par la comité des fêtes .
- Les premiers dimanches du mois de septembre : Fête de la Fournaille au four communal de La Mollière à Berland (commune de Saint-Christophe-sur-Guiers)
- Le mois d'octobre : la Pressée, Pressée de Pomme est une fête qui est la tradition de la commune.

### Médias

#### Stations de radio
La commune est couverte par des antennes locales de radios dont Radio Couleur Chartreuse (95.6 FM), France Bleu Pays de Savoie, les radio Isèroises Radio ISA, RCF Isère et des radios Lyonnaises telles que Radio Scoop et Radio Espace.

#### Chaînes de télévision
La chaîne de télévision locale TV8 Mont-Blanc diffuse des émissions sur les pays de Savoie. Régulièrement l'émission "La Place du village" expose la vie locale. France 3 et sa station régionale France 3 Alpes, peuvent parfois relater les faits de vie de la commune.

#### Presse et magazines
Historiquement, le quotidien à grand tirage Le Dauphiné libéré consacre, chaque jour, y compris le dimanche, dans son édition de Chartreuse et Sud Grésivaudan, un ou plusieurs articles à l'actualité de la ville, ainsi que des informations sur les éventuelles manifestations locales, les travaux routiers et autres événements divers à caractère local.

### Sports
La commune propose des jeux de boules lyonnaises près de la mairie au bourg. Exceptionnellement, le canoë-kayak est praticable dans certains endroits.
Les centres de ski les plus proches sont La Ruchère et à Saint-Pierre-de-Chartreuse où on pratique ski de fond, raquettes et parcours banalisés.
La Ruchère fut le théâtre d'une étape du Tour de France 1984.

## Économie
Les activités de la commune sont liées au tourisme (ski, accompagnement en montagne), à l'industrie agroalimentaire (fromagerie), à la construction mécanique et à l'industrie du bois. La commune se trouve sur le territoire de fabrication du Gruyère français, classée IGP européenne.
Le commune fait partie de l'aire géographique de production et transformation du « Bois de Chartreuse », la première AOC de la filière Bois en France,.

## Culture locale et patrimoine

### Lieux et monuments

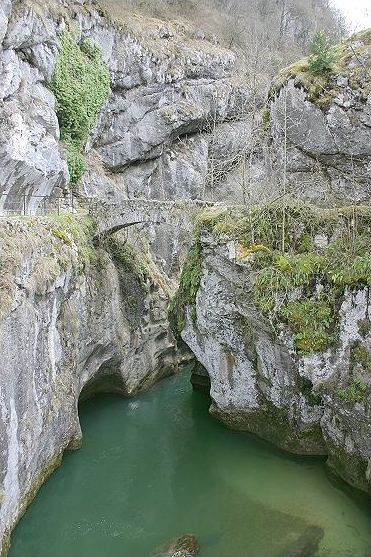
Le Pont Saint-Martin

- Le Pont Saint-Martin, pont médieval appelé improprement « pont romain », marque le débouché des gorges du Guiers Vif. Ce lieu est un des anciens postes frontières entre le royaume de France et les États de Savoie. Il sépare actuellement Saint-Christophe-sur-Guiers, en Isère, de Saint-Christophe, en Savoie.
- L'église Saint-Christophe date de la première moitié du XIe siècle et appartenait à la maison de Savoie jusqu'en 1355. Elle était dédiée au saint patron des voyageurs en raison du passage difficile de l'Echaillon emprunté à l'époque par des pèlerins et des marchands. Une statue en bois sculpté représentant saint Christophe portant le Christ y est installée depuis 1938. Une fête patronale se tient le dernier dimanche de juillet : elle se compose d'une messe traditionnelle suivie d'une bénédiction des voitures et des voyageurs. À Noël également, des festivités ont lieu avec un concert, l'illumination de l'édifice et une crèche monumentale[27]. L'association "Christophoros" assure une grande partie du financement lors des animations. Le portail du clocher-porche date du XIIIe ou XIVe siècle[28].
- La maison forte du Châtelard est mentionnée au XIVe siècle ; elle se situait probablement dans le hameau homonyme. Cependant, il n'existe plus aucune trace de son emplacement. Le toponyme de Châtelard pourrait indiquer également la présence d'une ancienne motte castrale, qui aurait pu se trouver sur la butte boisée au Nord-Ouest du hameau, là aussi aucun preuve de cet emplacement si ce n'est le nom[28]. Les mêmes observations peuvent être faites avec le toponyme Le Mollard.

Autres monuments :
- Le manoir de Beauvais, du XVe ou XVIe siècle, ancien château de Saint-Christophe transformé en ferme[28].
- Le manoir du Haut-Saint-Christophe, du XVe ou XVIe siècle[28].
- Vieilles demeures en style cartusien[28].
- Église Saint-Michel de la Ruchère.
- Église Saint-Vincent de Berland.

### Patrimoine naturel

#### Zones Naturelles Protégées
Faisant partie du parc naturel régional de la Chartreuse, le territoire de la commune compte plusieurs ZNIEFF de type I
- Marais de Berland
- Gorges du Guiers Vif et de l’Echaillon
- Massif du Grand Som
- Forêt de la Grande Chartreuse
- Marais des granges Molliat
- Bois du Grand village et Riou Brigoud
- Tourbière du ruisseau des Riondettes
- Forêts de Combignon

### Personnalités liées à la commune
- François Pichat, député de l'Isère (1902-1906), natif de la commune.

### Héraldique
|  | Saint-Christophe-sur-Guiers possède des armoiries dont l'origine et le blasonnement exact ne sont pas disponibles. |